# Отвил ла Гишар
Отвил ла Гишар (фр. Hauteville-la-Guichard) насеље је и општина у северној Француској у региону Доња Нормандија, у департману Манш која припада префектури Кутанс.
По подацима из 2011. године у општини је живело 453 становника, а густина насељености је износила 37,81 становника/km². Општина се простире на површини од 11,98 km². Налази се на средњој надморској висини од 75 метара (максималној 111 m, а минималној 11 m).

## Демографија
| 1962. | 1968. | 1975. | 1982. | 1990. | 1999. | 2011. |
| ----- | ----- | ----- | ----- | ----- | ----- | ----- |
| 397   | 463   | 374   | 374   | 358   | 372   | 453   |

График промене броја становника у току последњих година